# ウィルクスバリ・スクラントン国際空港
ウィルクスバリ・スクラントン国際空港（英: Wilkes-Barre/Scranton International Airport） (IATA: AVP, ICAO: KAVP, FAA LID: AVP) とはペンシルベニア州のルザーン郡とラッカワナ郡に跨って存在する空港である。空港の運営はこの両郡によって行われ、それぞれの郡の中心都市であるスクラントンとウィルクスバリからは7~8マイル程離れている。旅客数で数えれば州内で5番目に使われている空港である。

## 歴史
1930年代、ペンシルベニア北東部の各都市が空港の必要性を感じていた。当時の世界大恐慌により地場産業であった石炭産業が影響を受けていたものの、地元経済の活性化を目指していたルザーンとラッカワナ郡は空港設置の構想を推し進め、1939年には空港予定地の調査が行われた。
1941年には後に旅客ターミナルの名前にもなるジョセフ・マクデイド下院議員の父親であるジョン・マクデイド氏がそれまで複数の鉱山会社が保有していた土地112エーカーを空港予定地として提供したが、実際の着工には第二次世界大戦の影響もあって1945年まで待たなければならなかった。

1947年に開港したAVP（IATAコードの由来はこの空港がアヴォカにある事である）にはコロニアル航空とアメリカン航空が就航した。コロニアル航空はモントリオール、シラキュース、フィラデルフィア、ワシントンDCとこの空港を結び、アメリカン航空はシカゴとバッファロー線をAVPから運行した。
開港翌年の1948年には後にトランスワールド航空となるトランスコンチネンタル・アンド・ウェスタン航空がカンザスシティ、ピッツバーグ、オールバニ、ボストン線を就航させ、その更に翌年の1949年にはオール・アメリカン航空（後のアレゲニー航空）もニューアーク、アトランティックシティ、ワシントンDC線を就航させた。
当初の路線網は全てDC-3で運行されていたが、1969年にはイースタン航空の727がジェット機として初めてAVPに就航した。
1972年には第4滑走路が5200フィートから6450フィートに延伸され、1975年にはカナダからの国際貨物便が就航した。
2006年5月に8000万ドルをかけた新たなターミナル及び格納庫が完成した。このターミナルには以前より大きな待合室やゲート、ショッピングやレストラン街がある。それまで使われていた旧ターミナルは2017年から18年にかけ取り壊され、跡地には駐車場が建設された。
2012年8月29日に新しいTRACON施設と管制塔が完成した

## 施設

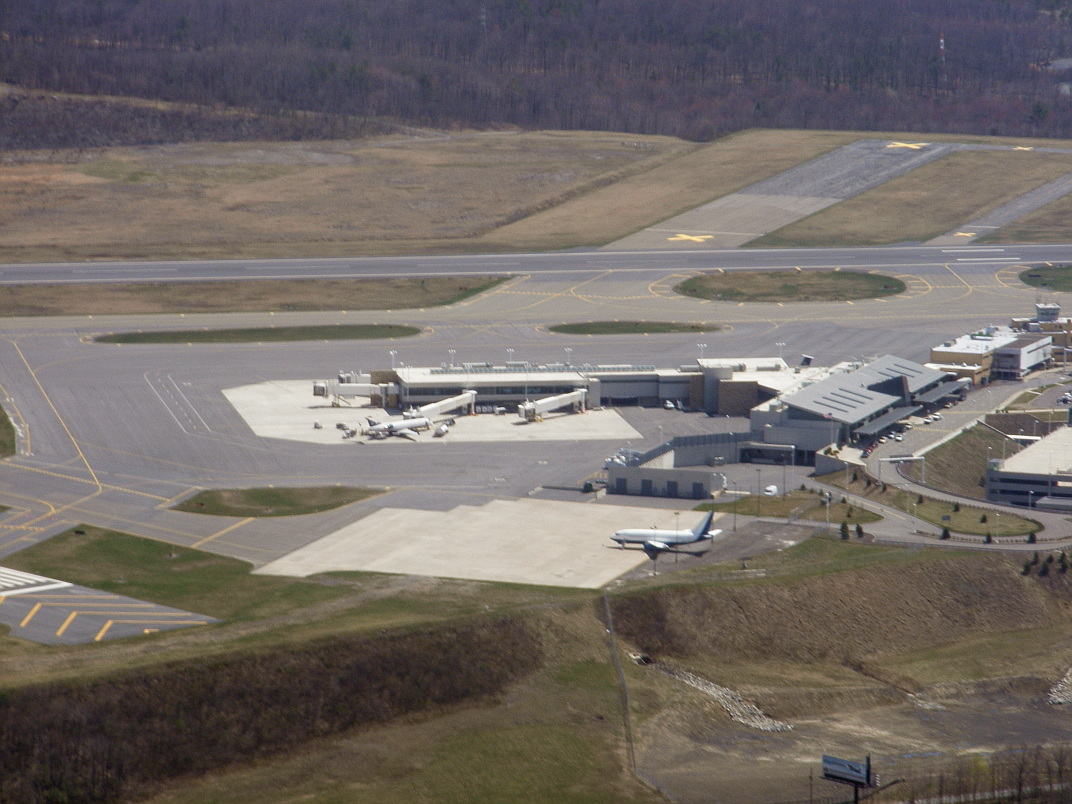
AVPターミナル

AVPは910エーカー（368ヘクタール）の土地を占め、2つの滑走路がある:
- RWY 4/22: 7,502 × 150 ft (2,287 × 46 m)
- RWY10/28: 4,300 × 150 ft (1,311 × 46 m).[1]

## ターミナル
現在使われている旅客ターミナルの下階に1番と2番ゲート、上階には3番から8番ゲートがあり、アメリカンイーグルが2，3，5番ゲート、ユナイテッド・エクスプレスが1，7，8番ゲートを使用している。また、7番ゲートはチャーター機や緊急着陸した航空機用にも使われている。
かつて4番ゲート及び6番ゲートはデルタ航空が使用していたがデリたが撤退した為現在は使用されていない。

## 主な就航路線

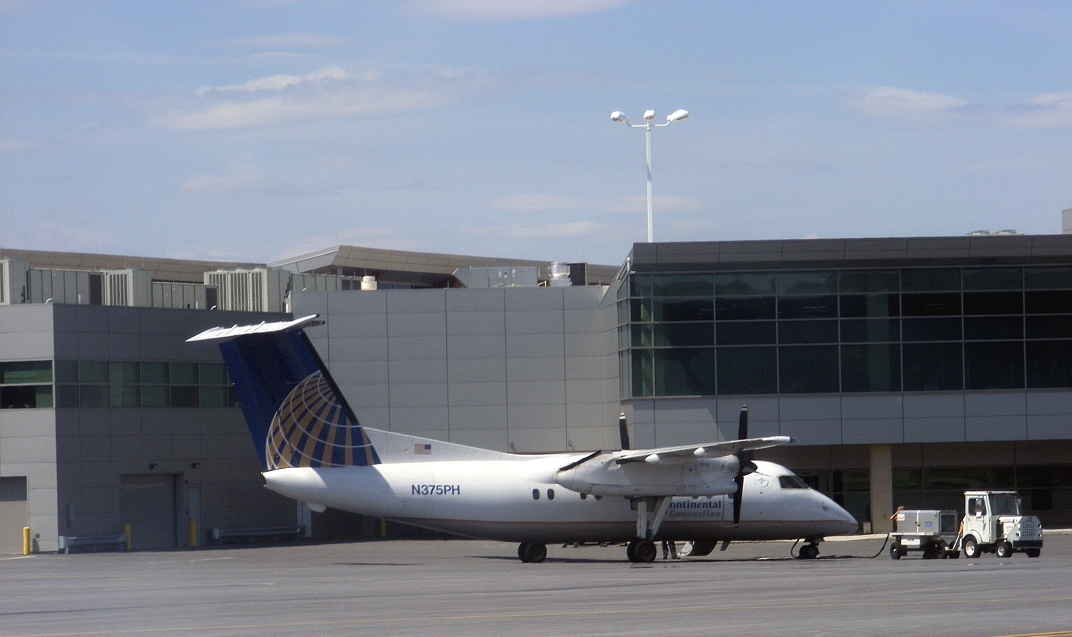
AVPの新ターミナル

### 旅客便
| 航空会社                   | 就航地               |
| -------------------------- | -------------------- |
| アメリカン航空             | 季節便: シャーロット |
| アメリカン・イーグル       | シャーロット、シカゴ |
| ユナイテッド・エクスプレス | シカゴ, ニューアーク |

### 貨物便
| 航空会社                   | 就航地                                               |
| -------------------------- | ---------------------------------------------------- |
| アメリフライト航空         | オールバニ, アレンタウン, シンシナティ, ハリスバーグ |
| DHLアビエーション          | オールバニ, シンシナティ                             |
| フェデックス・エクスプレス | ハリスバーグ 季節便: アレンタウン                    |

### かつての就航会社
- オール・アメリカン航空 (アレゲニー航空及びUSエアウェイズへ改名の後にアメリカン航空に吸収合併)
- コロニアル航空 (1947–1956、イースタン航空と合併)
- イースタン航空(1956–1989)
- TWA (1948–1966)
- バケーション・エクスプレス (2003年3月11日–2004年9月7日)
- フーターズ・エア (2005年10月26日–2006年3月26日)
- アレジアント・エア (2012年6月21日[12]-2018年1月4日[13])
- デルタ航空

## 統計
| 順位 | 都市               | 乗客数 | 航空会社                 |
| ---- | ------------------ | ------ | ------------------------ |
| 1    | シャーロット       | 62,770 | アメリカン               |
| 2    | シカゴ             | 40,530 | アメリカン、ユナイテッド |
| 3    | フィラデルフィア   | 25,010 | アメリカン               |
| 4    | デトロイト         | 23,190 | デルタ                   |
| 5    | アトランタ         | 18,820 | デルタ                   |
| 6    | ワシントン・ダレス | 17,550 | ユナイテッド             |

### 年間旅客数
| 年   | 旅客数  | 変動   | 年   | 旅客数  | 変動   |
| ---- | ------- | ------ | ---- | ------- | ------ |
| 2001 | 375,508 | —      | 2012 | 445,593 | 4.08%  |
| 2002 | 404,201 | 7.64%  | 2013 | 433,137 | 2.80%  |
| 2003 | 362,719 | 10.26% | 2014 | 427,920 | 1.20%  |
| 2004 | 401,164 | 10.60% | 2015 | 439,128 | 2.62%  |
| 2005 | 439,189 | 9.48%  | 2016 | 462,999 | 5.44%  |
| 2006 | 422,608 | 3.78%  | 2017 | 531,854 | 14.87% |
| 2007 | 438,895 | 3.85%  | 2018 | 527,928 | 0.74%  |
| 2008 | 443,804 | 1.12%  | 2019 | 590,044 | 11.77% |
| 2009 | 413,001 | 6.94%  | 2020 | 221,781 | 62.41% |
| 2010 | 433,972 | 5.08%  | 2021 | 313,107 | 41.18% |
| 2011 | 464,560 | 7.05%  |      |         |        |

## アクセス

### 自家用車
州間高速道路81号の第178出口が最寄りとなり、そこからペンシルベニア・ターンパイクへも出られる。

### バス
ルザーン郡交通公社の第17系統がウィルクスバリやスクラントンとこの空港を結んでいる。.

## 事故・インシデント
- 1985年4月20日：アメリカ空軍のCT-39A（機体記号62-4496）On April 20, 1985 AF ser. No. 62-4496が当空港着陸時にブレーキが故障。ジェローム・オマリー将軍夫妻を含む乗客乗員5名全員が死亡した[16][17]
- 2000年5月21日：当空港へ着陸しようとしていたエグゼクティブ航空が運行していたジェットストリーム31が数キロ手前の森林に墜落、乗客乗員19人全員が死亡した[18]。
- 2021年8月20日：ポコノ・レースウェイで予定されていた航空ショーの為の訓練飛行を行おうとしたT-6テキサンがスクラントン空港を離陸した直後に墜落、パイロットが死亡した[19][20]。